# Nagroda za pierwszoplanową rolę męską na Festiwalu Filmowym w Cannes
Nagroda za pierwszoplanową rolę męską (fr. Prix d'interprétation masculine) − nagroda przyznawana corocznie na Międzynarodowym Festiwalu Filmowym w Cannes dla najlepszej roli męskiej spośród filmów konkursu głównego. Nagroda została przyznana po raz pierwszy już podczas pierwszej edycji imprezy w 1946. Wyróżnienie przyznaje międzynarodowe jury konkursu głównego. Nagrody nie przyznano w następujących edycjach festiwalu: 1947, 1954, 1956, 1960, 1968 i 2020.

## Statystyki

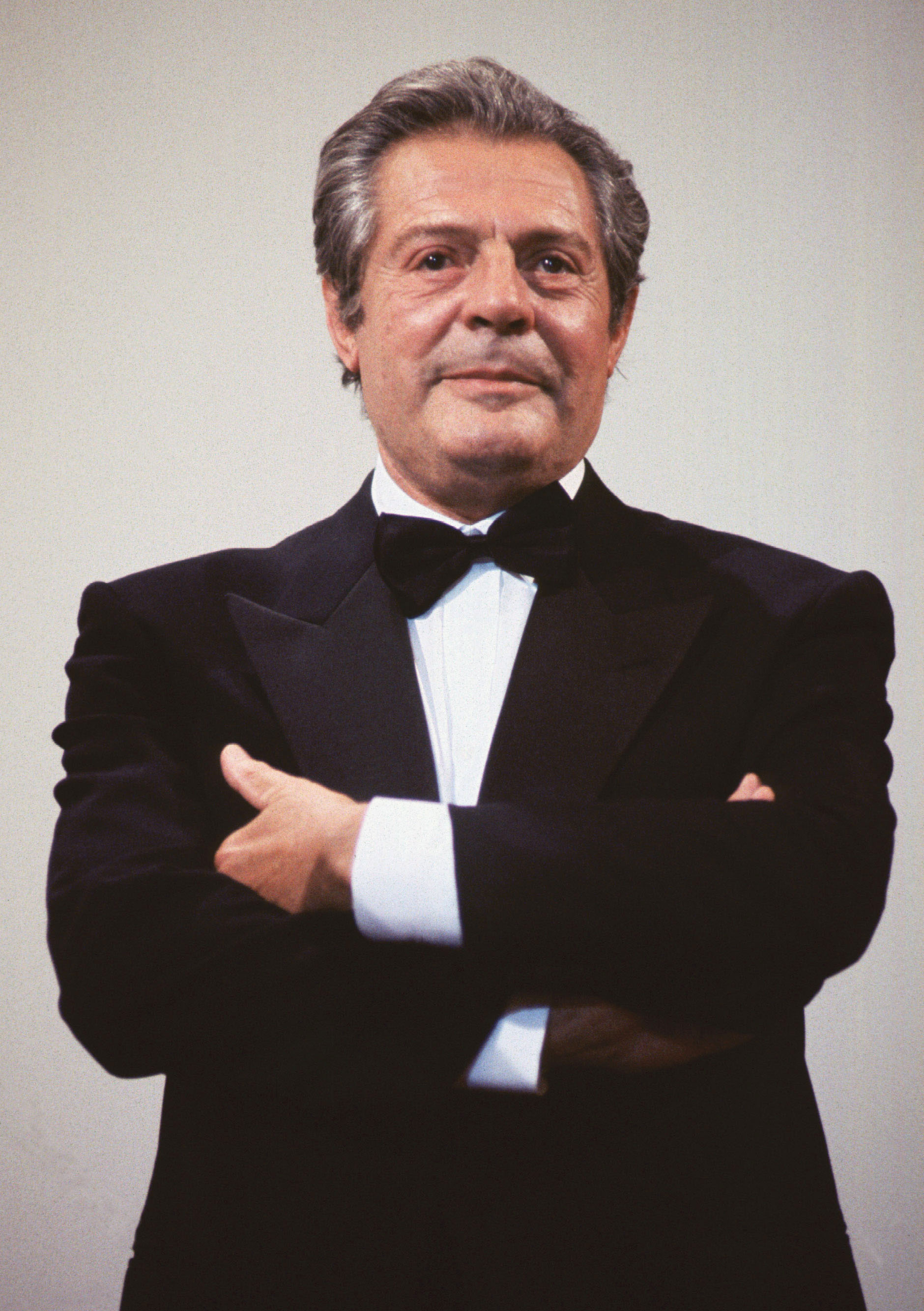
Marcello Mastroianni, dwukrotny laureat nagrody.

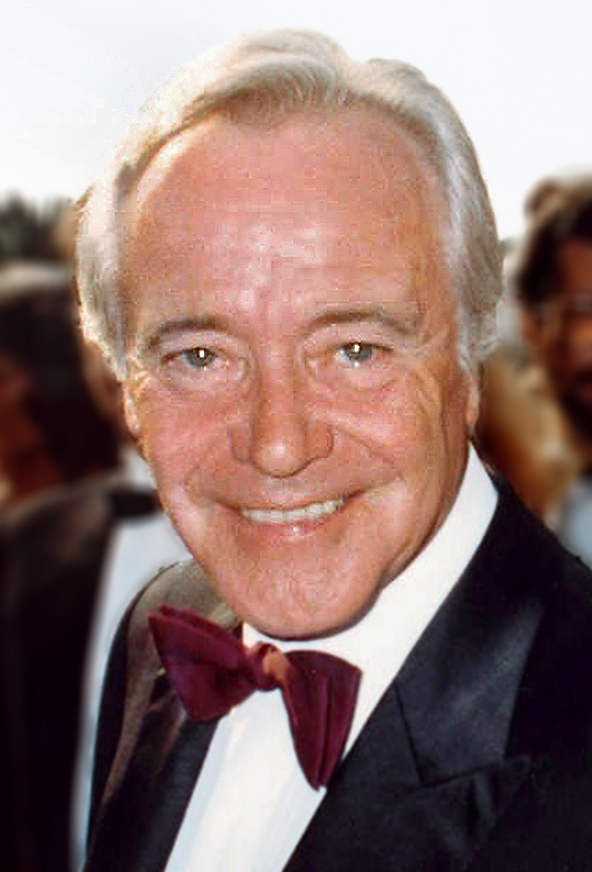
Jack Lemmon, jeden z trzech dwukrotnych zdobywców nagrody.

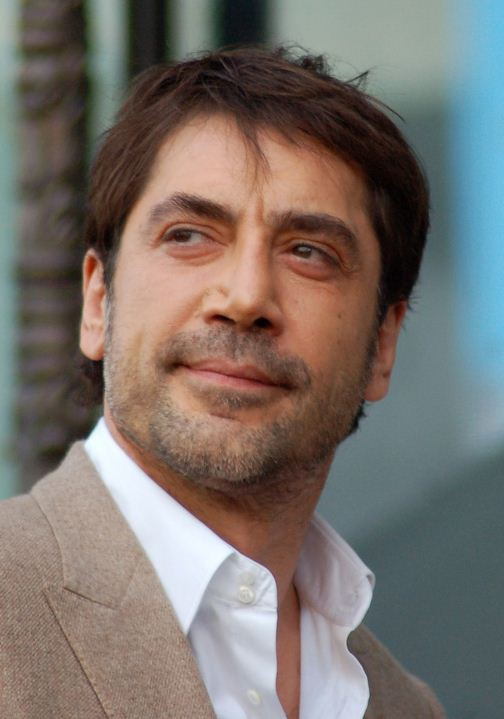
Javier Bardem, laureat za rolę w filmie Biutiful (2010).

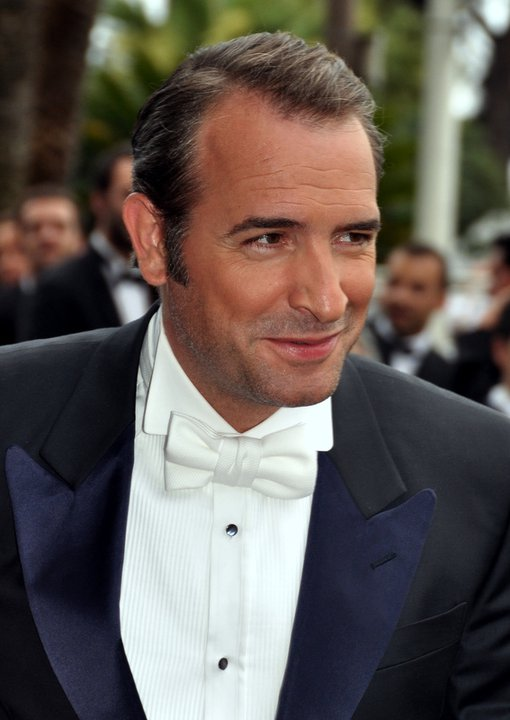
Jean Dujardin, laureat za rolę w filmie Artysta (2011).

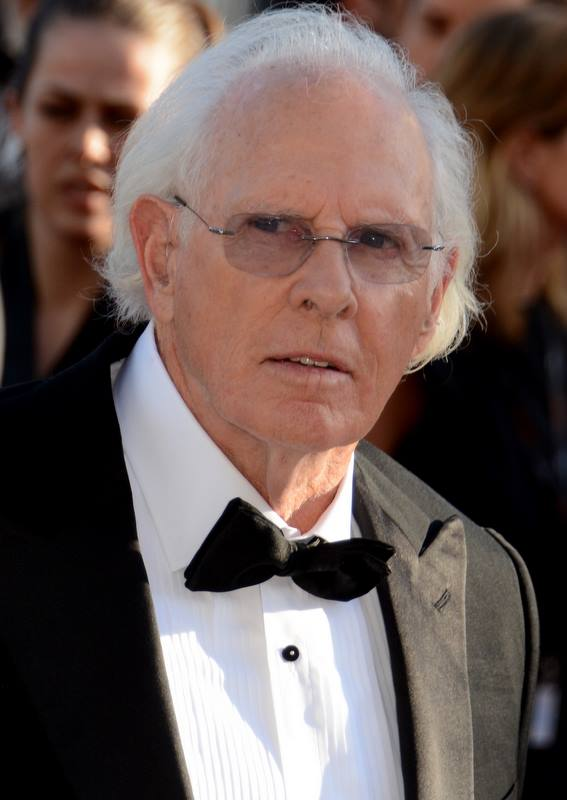
Bruce Dern, laureat za rolę w filmie Nebraska (2013).

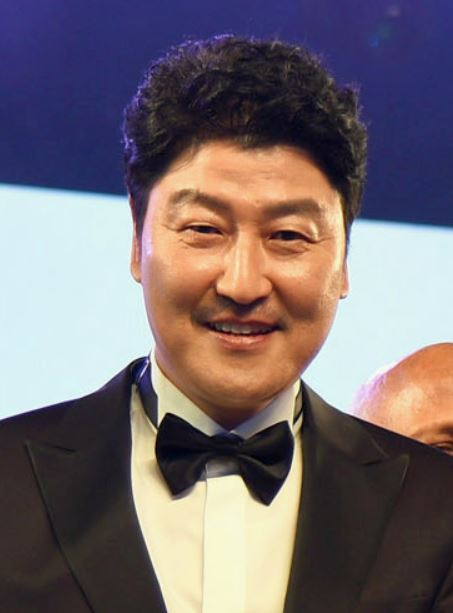
Song Kang-ho, laureat za rolę w filmie Baby Broker (2022)

Najczęściej, jak do tej pory, nagradzane były role aktorów amerykańskich (27 wyróżnień) i francuskich (16). W czterech przypadkach jury przyznało nagrody dla aktorskiego kolektywu (od trzech aktorów wzwyż), a dotyczyło to filmów: Wielka rodzina (1955, dziesięciu nagrodzonych aktorów), Bez emocji (1959, trzej nagrodzeni), U kresu dnia (1962, trzej nagrodzeni) oraz Dni chwały (2006, pięciu nagrodzonych).
Dotychczas trzem aktorom udało się zdobyć nagrodę dwukrotnie. W kolejności chronologicznej byli to:
- Amerykanin Dean Stockwell (1959, 1962)
- Amerykanin Jack Lemmon (1979, 1982)
- Włoch Marcello Mastroianni (1970, 1987)

Portorykańczyk Benicio del Toro był jedynym zdobywcą nagrody za role w dwóch różnych filmach (2008), chociaż grał w nich tę samą postać i stanowiły one fabularnie jedną całość. Turek Mehmet Emin Toprak jako jedyny zdobył nagrodę pośmiertnie (2003) – zginął w wypadku samochodowym niemal pół roku przed canneńską premierą filmu. Pierwszym czarnoskórym laureatem był amerykański aktor John Kitzmiller (1957). Najmłodszym zdobywcą nagrody był Japończyk Yūya Yagira (2004) – miał skończonych zaledwie 14 lat. Najstarszym laureatem był 76-letni Amerykanin Bruce Dern (2013).
Amerykanie Jack Lemmon i Sean Penn to jedyni aktorzy, którzy zdobyli nagrody aktorskie na wszystkich trzech najważniejszych europejskich festiwalach filmowych: Srebrnego Niedźwiedzia na MFF w Berlinie, Puchar Volpiego na MFF w Wenecji oraz nagrodę dla najlepszego aktora na FF w Cannes. Pięć ról nagrodzonych w Cannes przyniosło ich laureatom również Oscara dla najlepszego aktora pierwszo- lub drugoplanowego (Ray Milland, Jon Voight, William Hurt, Christoph Waltz i Jean Dujardin).
Żadnemu polskiemu aktorowi nie udało się jak dotychczas zdobyć tej nagrody.

## Laureaci nagrody
| Rok  | Aktor | Tytuł polski                                         | Tytuł oryginalny                                     |                                                      |
| ---- | --- | ---------------------------------------------------- | ---------------------------------------------------- | ---------------------------------------------------- |
| 1946 | Ray Milland | Stracony weekend                                     | The Lost Weekend                                     |                                                      |
| 1947 | Nagrody nie przyznano. | Nagrody nie przyznano.                               | Nagrody nie przyznano.                               | Nagrody nie przyznano.                               |
| 1949 | Edward G. Robinson | Dom ludzi obcych                                     | House of Strangers                                   |                                                      |
| 1951 | Michael Redgrave | Wersja Browninga                                     | The Browning Version                                 |                                                      |
| 1952 | Marlon Brando | Viva Zapata!                                         | Viva Zapata!                                         |                                                      |
| 1953 | Charles Vanel | Cena strachu                                         | Le salaire de la peur                                |                                                      |
| 1954 | Nagrody nie przyznano. | Nagrody nie przyznano.                               | Nagrody nie przyznano.                               | Nagrody nie przyznano.                               |
| 1955 | Boris Andriejew Aleksiej Batałow Boris Bitiukow Nikołaj Gricenko Pawieł Kadocznikow Boris Kokowkin Siergiej Kuriłow Siergiej Łukjanow Wadim Miedwiediew Nikołaj Siergiejew | Żurbinowie                                           | Большая семья Bolszaja siemja                        |                                                      |
| 1955 | Spencer Tracy | Czarny dzień w Black Rock                            | Bad Day at Black Rock                                |                                                      |
| 1956 | Nagrody nie przyznano. | Nagrody nie przyznano.                               | Nagrody nie przyznano.                               | Nagrody nie przyznano.                               |
| 1957 | John Kitzmiller | Dolina pokoju                                        | Dolina miru                                          |                                                      |
| 1958 | Paul Newman | Długie, gorące lato                                  | The Long, Hot Summer                                 |                                                      |
| 1959 | Bradford Dillman Dean Stockwell Orson Welles | Bez emocji                                           | Compulsion                                           |                                                      |
| 1960 | Nagrody nie przyznano. | Nagrody nie przyznano.                               | Nagrody nie przyznano.                               | Nagrody nie przyznano.                               |
| 1961 | Anthony Perkins | Żegnaj ponownie                                      | Goodbye Again                                        |                                                      |
| 1962 | Jason Robards Ralph Richardson Dean Stockwell | U kresu dnia                                         | Long Day’s Journey into Night                        |                                                      |
| 1962 | Murray Melvin | Smak miodu                                           | A Taste of Honey                                     |                                                      |
| 1963 | Richard Harris | Sportowe życie                                       | This Sporting Life                                   |                                                      |
| 1964 | Antal Páger | Skowronek                                            | Pacsirta                                             |                                                      |
| 1964 | Saro Urzì | Uwiedziona i porzucona                               | Sedotta e abbandonata                                |                                                      |
| 1965 | Terence Stamp | Kolekcjoner                                          | The Collector                                        |                                                      |
| 1966 | Per Oscarsson | Głód                                                 | Sult                                                 |                                                      |
| 1967 | Oded Kotler | Trzy dni i dziecko                                   | שלושה ימים וילד Shlosha Yamim Veyeled                |                                                      |
| 1968 | Festiwal odwołany w związku z wydarzeniami maja '68. | Festiwal odwołany w związku z wydarzeniami maja '68. | Festiwal odwołany w związku z wydarzeniami maja '68. | Festiwal odwołany w związku z wydarzeniami maja '68. |
| 1969 | Jean-Louis Trintignant | Z                                                    | Z                                                    |                                                      |
| 1970 | Marcello Mastroianni | Dramat zazdrości                                     | Dramma della gelosia                                 |                                                      |
| 1971 | Riccardo Cucciolla | Sacco i Vanzetti                                     | Sacco e Vanzetti                                     |                                                      |
| 1972 | Jean Yanne | Nie zestarzejemy się razem                           | Nous ne vieillirons pas ensemble                     |                                                      |
| 1973 | Giancarlo Giannini | Miłość i anarchia                                    | Film d’amore e d'anarchia                            |                                                      |
| 1974 | Jack Nicholson | Ostatnie zadanie                                     | The Last Detail                                      |                                                      |
| 1975 | Vittorio Gassman | Zapach kobiety                                       | Profumo di donna                                     |                                                      |
| 1976 | José Luis Gómez | Pascual Duarte                                       | Pascual Duarte                                       |                                                      |
| 1977 | Fernando Rey | Elizo, życie moje                                    | Elisa, vida mía                                      |                                                      |
| 1978 | Jon Voight | Powrót do domu                                       | Coming Home                                          |                                                      |
| 1979 | Jack Lemmon | Chiński syndrom                                      | The China Syndrome                                   |                                                      |
| 1980 | Michel Piccoli | Skok w pustkę                                        | Salto nel vuoto                                      |                                                      |
| 1981 | Ugo Tognazzi | Tragedia człowieka śmiesznego                        | La tragedia di un uomo ridicolo                      |                                                      |
| 1982 | Jack Lemmon | Zaginiony                                            | Missing                                              |                                                      |
| 1983 | Gian Maria Volonté | Śmierć Maria Ricciego                                | La mort de Mario Ricci                               |                                                      |
| 1984 | Alfredo Landa Francisco Rabal | Niewinni święci                                      | Los santos inocentes                                 |                                                      |
| 1985 | William Hurt | Pocałunek kobiety pająka                             | Kiss of the Spider Woman                             |                                                      |
| 1986 | Michel Blanc | Strój wieczorowy                                     | Tenue de soirée                                      |                                                      |
| 1986 | Bob Hoskins | Mona Lisa                                            | Mona Lisa                                            |                                                      |
| 1987 | Marcello Mastroianni | Oczy czarne                                          | Oci ciornie                                          |                                                      |
| 1988 | Forest Whitaker | Bird                                                 | Bird                                                 |                                                      |
| 1989 | James Spader | Seks, kłamstwa i kasety wideo                        | Sex, Lies, and Videotape                             |                                                      |
| 1990 | Gérard Depardieu | Cyrano de Bergerac                                   | Cyrano de Bergerac                                   |                                                      |
| 1991 | John Turturro | Barton Fink                                          | Barton Fink                                          |                                                      |
| 1992 | Tim Robbins | Gracz                                                | The Player                                           |                                                      |
| 1993 | David Thewlis | Nadzy                                                | Naked                                                |                                                      |
| 1994 | Ge You | Żyć!                                                 | 活著 Huo zhe                                         |                                                      |
| 1995 | Jonathan Pryce | Carrington                                           | Carrington                                           |                                                      |
| 1996 | Daniel Auteuil Pascal Duquenne | Ósmy dzień                                           | Le huitième jour                                     |                                                      |
| 1997 | Sean Penn | Jak jej nie kochać                                   | She's So Lovely                                      |                                                      |
| 1998 | Peter Mullan | Jestem Joe                                           | My Name Is Joe                                       |                                                      |
| 1999 | Emmanuel Schotté | Ludzkość                                             | L’humanité                                           |                                                      |
| 2000 | Tony Leung Chiu Wai | Spragnieni miłości                                   | 花樣年華 Fa yeung nin wa                             |                                                      |
| 2001 | Benoît Magimel | Pianistka                                            | La pianiste                                          |                                                      |
| 2002 | Olivier Gourmet | Syn                                                  | Le fils                                              |                                                      |
| 2003 | Muzaffer Özdemir Mehmet Emin Toprak | Uzak                                                 | Uzak                                                 |                                                      |
| 2004 | Yūya Yagira | Dziecięcy świat                                      | 誰も知らない Dare mo shiranai                        |                                                      |
| 2005 | Tommy Lee Jones | Trzy pogrzeby Melquiadesa Estrady                    | The Three Burials of Melquiades Estrada              |                                                      |
| 2006 | Jamel Debbouze Samy Naceri Roschdy Zem Sami Bouajila Bernard Blancan | Dni chwały                                           | Indigènes                                            |                                                      |
| 2007 | Konstantin Ławronienko | Wygnanie                                             | Изгнание Izgnanije                                   |                                                      |
| 2008 | Benicio del Toro | Che. Rewolucja Che. Boliwia                          | The Argentine Guerrilla                              |                                                      |
| 2009 | Christoph Waltz | Bękarty wojny                                        | Inglourious Bastards                                 |                                                      |
| 2010 | Javier Bardem | Biutiful                                             | Biutiful                                             |                                                      |
| 2010 | Elio Germano | Nasze życie                                          | La nostra vita                                       |                                                      |
| 2011 | Jean Dujardin | Artysta                                              | The Artist                                           |                                                      |
| 2012 | Mads Mikkelsen | Polowanie                                            | Jagten                                               |                                                      |
| 2013 | Bruce Dern | Nebraska                                             | Nebraska                                             |                                                      |
| 2014 | Timothy Spall | Pan Turner                                           | Mr. Turner                                           |                                                      |
| 2015 | Vincent Lindon | Miara człowieka                                      | La loi du marché                                     |                                                      |
| 2016 | Shahab Hosseini | Klient                                               | فروشنده Forushande                                   |                                                      |
| 2017 | Joaquin Phoenix | Nigdy cię tu nie było                                | You Were Never Really Here                           |                                                      |
| 2018 | Marcello Fonte | Dogman                                               | Dogman                                               |                                                      |
| 2019 | Antonio Banderas | Ból i blask                                          | Dolor y gloria                                       |                                                      |
| 2020 | Festiwal odwołany z powodu pandemii koronawirusa. | Festiwal odwołany z powodu pandemii koronawirusa.    | Festiwal odwołany z powodu pandemii koronawirusa.    | Festiwal odwołany z powodu pandemii koronawirusa.    |
| 2021 | Caleb Landry Jones | Nitram                                               | Nitram                                               |                                                      |
| 2022 | Song Kang-ho | Baby Broker                                          | 브로커 Beu-ro-keo                                    |                                                      |
| 2023 | Kōji Yakusho | Perfect Days                                         | Perfect Days                                         |                                                      |
| 2024 | Jesse Plemons | Rodzaje życzliwości                                  | Kinds of Kindness                                    |                                                      |